# Blăjani
Blăjani is een Roemeense gemeente in het district Buzău.
Blăjani telt 1112 inwoners.